# Altos del Samión
Los Altos del Samión son una pequeña sierra gallega de orientación NE-S situada entre la sierra de San Mamede y la sierra del Fial de las Corzas, en el término municipal de Chandreja de Queija . En esta sierra nacen varios afluentes del río Navea .
El pico más alto es el Penedo de Samión, con 1.348 metros sobre el nivel del mar.